# Binjureinsufficiens
Binjureinsufficiens eller binjuresvikt är ett tillstånd av organsvikt av hormonkörtlarna binjurarna. Binjurarna tillverkar kortisol och aldosteron. Vid binjureinsufficiens tillverkas för litet av ett eller båda av dessa hormoner. En del könshormoner bildas också perifert i binjurarna, av vilka de viktigaste är DHEA.
Om kroppen tillverkar för litet kortisol blir personen mycket trött och utmattad, deprimerad, förlorar aptiten och minskar i vikt. Om binjurarna endast bildar för litet av detta hormon kallas det Addisons sjukdom, även primär binjureinsufficiens. Om kroppen bildar för litet aldosteron sjunker blodtrycket (i synnerhet i form av blodtrycksfall) och personen får ofta saltsug. DHEA-brist ger vanligen håravfall i pubisregionen och underarmarna. Typiskt vid binjureinsufficiens är att huden antar en mörkare färgnyans, vilket särskilt märks i områden som utsätts för friktion. Övriga symtom vid binjureinsufficiens är personlighetsförändring. Muskelvärk, ledvärk och kramp kan förekomma, och hos barn hypoglykemi.
Hormonerna som binjurarna bildar är livsnödvändiga, i synnerhet vid såväl fysisk som psykisk stress, och om kroppen inte kan anpassa sig hormonellt till stressen kan tillståndet övergå i binjurekris, även kallat akut binjureinsufficiens. Detta är ett akut nödläge som kräver omedelbar vård. Binjurekris yttrar sig i lågt blodtryck, illamående och kräkningar, magsmärta, onormala saltnivåer i blodet, och ibland delirium och feber.
Addisons sjukdom kan uppkomma som en autoimmun sjukdom eller efter en svår sjukdom, exempelvis infektionssjukdom. Också störningar i hypofysen, exempelvis en hjärntumör, kan leda till binjureinsufficiens eftersom hormonerna i fråga utsöndras som svar på hormoner som hypofysen tillverkar. I det senare fallet sviktar också funktionen i sköldkörtlarna och könskörtlarna som likaså utsöndrar sina hormoner i respons på hypofysen. Insufficiens kan vidare uppkomma som en medfödd sjukdom (exempelvis adrenogenitalt syndrom), efter trauma eller infarkt, eller som biverkning till läkemedel eller sjukvårdsbehandlingar.